# Греонтерп
Греонтерп (нід. Greonterp) — село в нідерландській провінції Фрисландія. Входить до муніципалітету Південно-Західна Фрисландія.
Його площа становить 4,45км², а населення станом на 2021 рік складало 85 осіб.
Перша згадка про населений пункт датується 13-им сторіччям.
Протягом 1964—1971 років тут мешкав відомий нідерландський прозаїк Герард Реве.

## Галерея

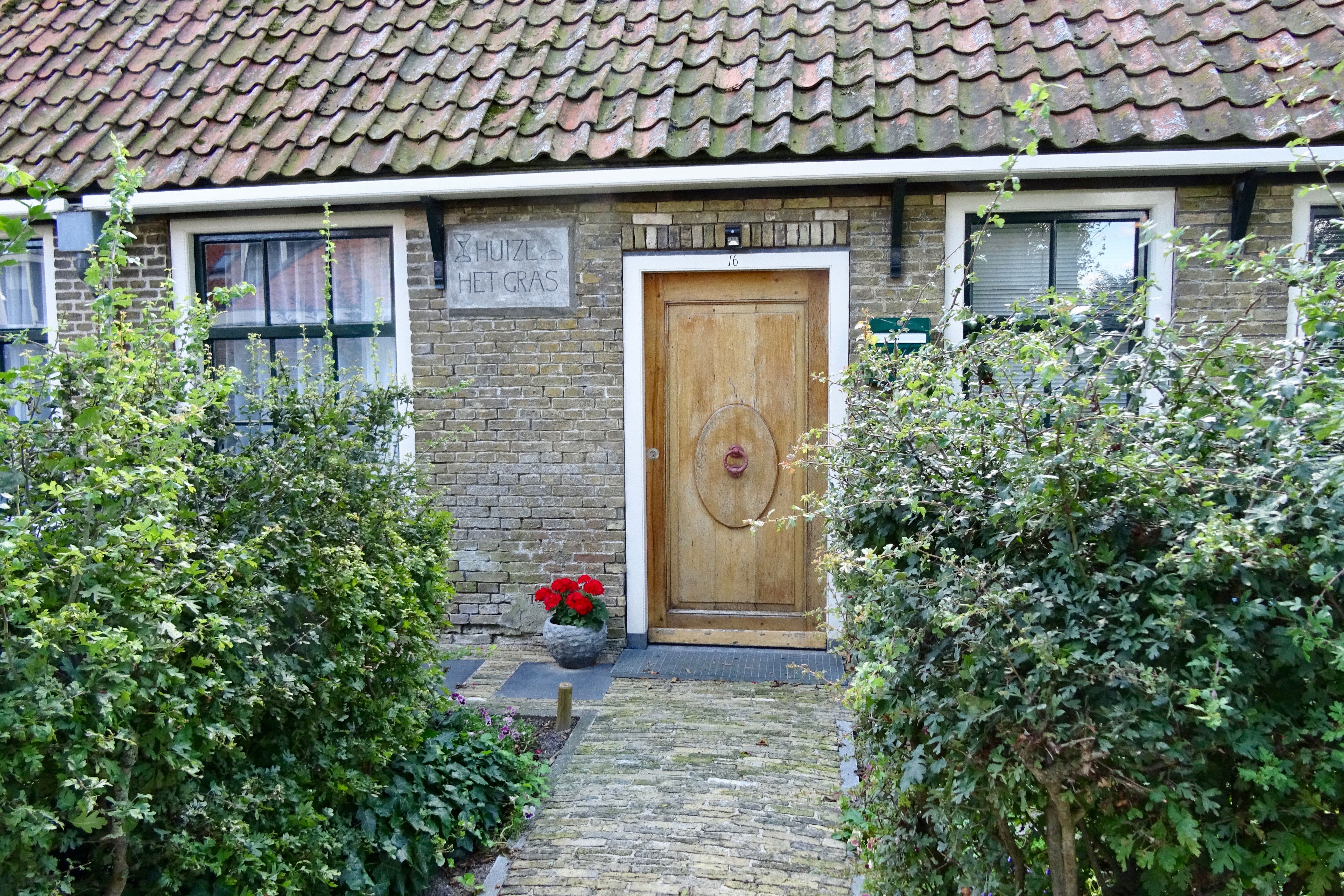
Будинок, де жив Герард Реве
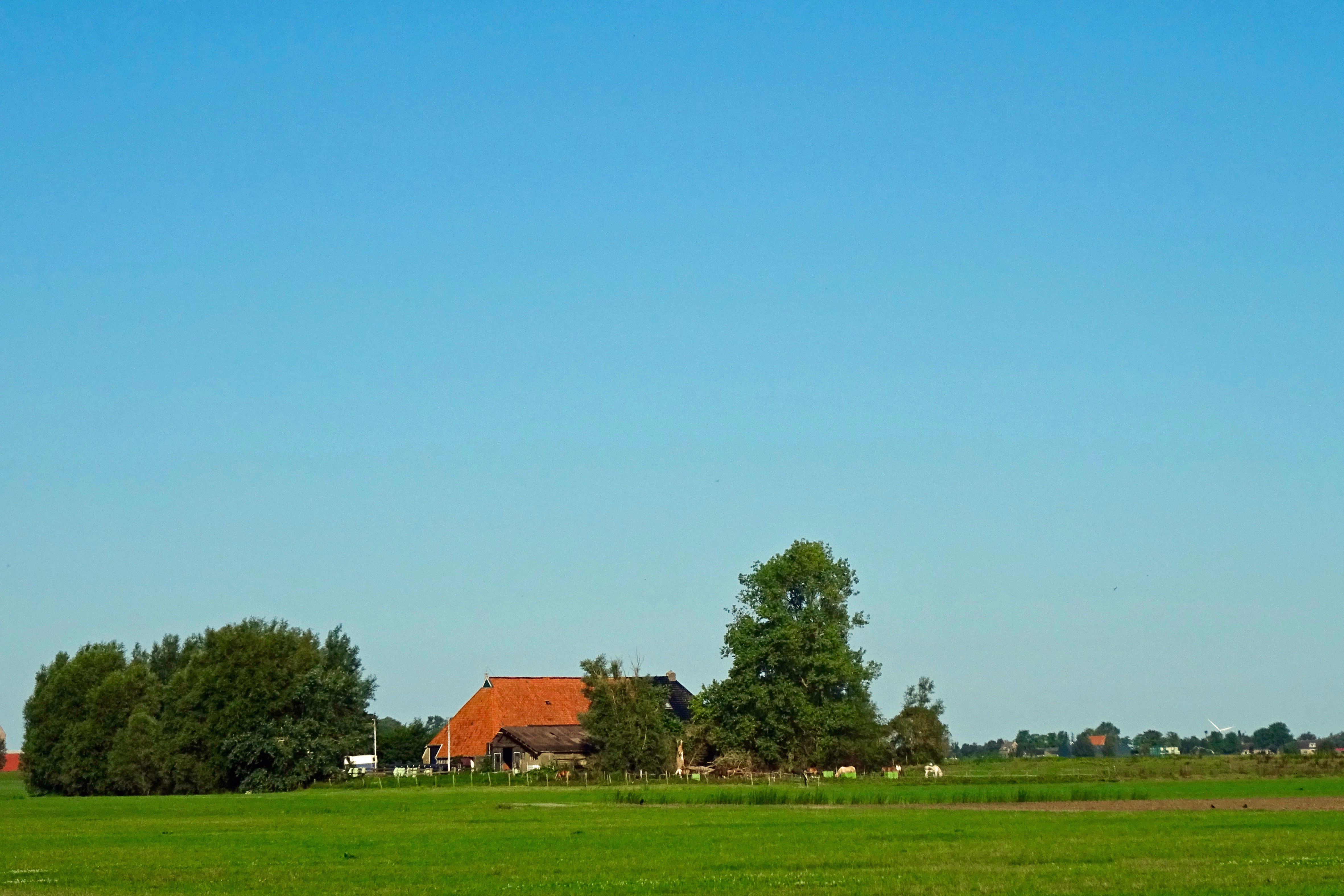
Ферма поблизу села
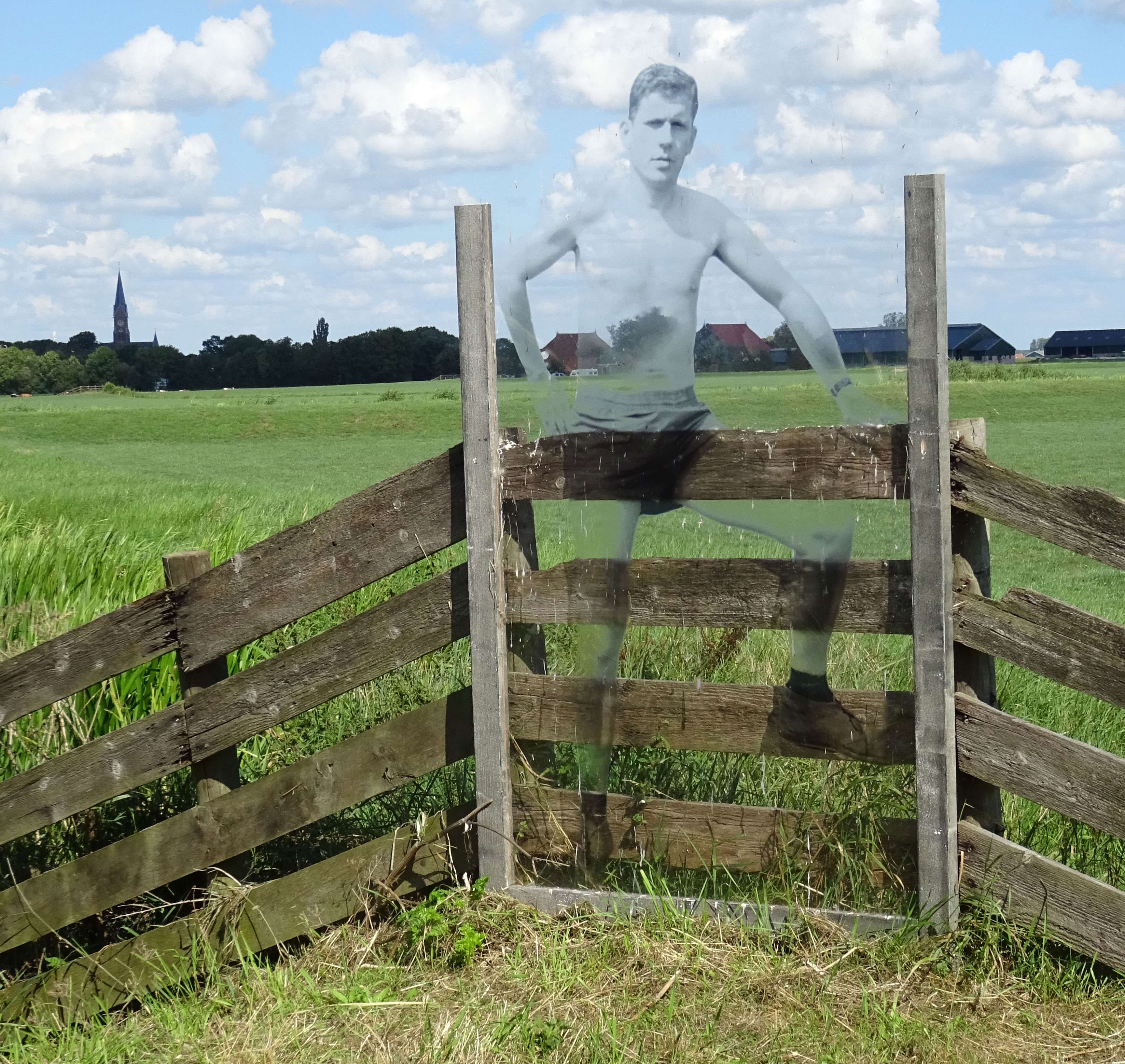
Арт-об'єкт, присвячений Герарду Реве